# Pawły (gromada)
Pawły – dawna gromada, czyli najmniejsza jednostka podziału terytorialnego Polskiej Rzeczypospolitej Ludowej w latach 1954–1972.
Gromady, z gromadzkimi radami narodowymi (GRN) jako organami władzy najniższego stopnia na wsi, funkcjonowały od reformy reorganizującej administrację wiejską przeprowadzonej jesienią 1954 do momentu ich zniesienia z dniem 1 stycznia 1973, tym samym wypierając organizację gminną w latach 1954–1972.
Gromadę Pawły z siedzibą GRN w Pawłach utworzono – jako jedną z 8759 gromad – w powiecie bielskim w woj. białostockim, na mocy uchwały nr 12/V WRN w Białymstoku z dnia 4 października 1954. W skład jednostki weszły obszary dotychczasowych gromad Pawły, Ciełuszki, Kaniuki i Dawidowicze ze zniesionej gminy Ryboły w tymże powiecie. Dla gromady ustalono 15 członków gromadzkiej rady narodowej.
31 grudnia 1959 gromadę Pawły zniesiono, włączając jej obszar do gromady Ryboły.